# El pabellón Wisteria
El pabellón Wisteria (título original: The Adventure of Wisteria Lodge) es uno de los 56 relatos cortos sobre Sherlock Holmes escrito por Arthur Conan Doyle. Fue publicado originalmente en The Strand Magazine y posteriormente recogido en la colección Su última reverencia. Esta sorprendente aventura en la que Doyle  se inspira en el dictador de una república caribeña, consta de dos capítulos: "El extraño suceso ocurrido a Mister John Scott Eccles" y "El tigre de San Pedro".

## Argumento
En la primera parte, que en origen dio título al relato, el doctor Watson narra la llegada de un misterioso telegrama al que Holmes "garabateó en el acto una contestación". Siguen las extrañas disquisiciones de Holmes sobre la palabra "grotesco". Explica el detective cómo, en el curso de su dilatada carrera, lo grotesco se convirtió con frecuencia en criminal. Todo viene a cuento del extraño telegrama recibido por Holmes: "Me ha ocurrido un incidente increíble y grotesco. ¿Puedo consultar con usted? Scott Eccles, oficina de Correos de Charing Cross." Como de costumbre, acto seguido, irrumpe en el 221-B de Baker Street el remitente del telegrama, que resulta ser un circunspecto aunque algo alterado caballero inglés. Cuando Eccles comienza a explicar el increíble y grotesco suceso, aparecen los inspectores Gregson de Scotland Yard y Haymes de la policía de Surrey para detenerle por el asesinato de un tal Aloysius García, del pabellón Wisteria. Aunque pronto se aclara la inocencia del atribulado señor Eccles, sigue siendo un misterio la muerte de Aloysius García, un caballero español un tanto extravagante. La única pista disponible es un telegrama: "Nuestros colores son verde y blanco. Verde, abierto; blanco, cerrado. Escalera principal, primer pasillo, séptima a la derecha, bayeta verde. Buen viaje, D." La muerte de García en el parque comercial de Oxshott parece consecuencia del misterioso mensaje. Pronto, la policía detiene a un monstruoso personaje, criado de García, como autor del delito.
En la segunda parte del relato, Watson narra la investigación del caso por parte de Sherlock Holmes, que no está convencido de la culpabilidad del detenido. Finalmente, Holmes descubrirá la verdad. Un poderoso terrateniente llamado Henderson, cuya personalidad encubre a Don Juan Murillo, un malvado y cruel dictador denominado "el tigre de San Pedro", es el autor. El pobre García ha encontrado la muerte cuando proponía vengarse del odiado Murillo. Una vez más, la muerte favorece a los asesinos que logran huir, pero Watson pone las cosas en su sitio al recordar que, años más tarde, recibieron su merecido.